# Baošići
Baošići (cyr. Баошићи) – wieś w Czarnogórze, w gminie Herceg Novi. W 2011 roku liczyła 1372 mieszkańców.